# フィオレ・ディ・リベリ
フィオレ・ディ・リベリ（Fiore di Liberi、1350年代 - 1409年以降）は14世紀後期のイタリアの有名剣士。フィオレ・ディ・リベリは省略した名前であり、本名はフィオーレ・フルラーノ・デ・シヴィデール・デ・オーストリア・デッリ・リベリ・ダ・プレマリアッコ（Fiore dei Liberi, Fiore Furlano, Fiore de Cividale d'Austria）。 
彼の著書『Flower of Battle』（Fior di Battaglia, Flos Duellatorum）は、現存する最も古いフェンシング・マニュアルの1つ。  
彼はイタリアのチヴィダーレ・デル・フリウーリの貴族階級の生まれです。そして15世紀にフェラーラのニコロ3世の宮廷剣術指南（マエストロ）に任命された。
一説にはフィオレ・ディ・リベリの残した武術の技に騎馬の技があるらしいのですが、そのような技術は先祖の貴族から受け継がれてきたものではないかという説もあるようです。
フィオレ・ディ・リベリの戦では、1383年にはウディーネ市の市民戦争に市側の部隊指揮官として参加した記録が残っています。ウディーネ市はフィオレ・ディ・リベリが育った場所であるチヴィダーレ・デル・フリウーリに近い都市です。
ウディーネ市での戦いの功績が認められたからどうかは分かりませんが、その戦いのあとに武術の指南役や外交官をするようになりました。またイタリア北部で剣術を教え、様々な決闘に関与することになりました。
彼の書『フロス・デュエラトールム Flos Duellatorrym（戦いの花）』は、素手の組討、ダガーを用いた二刀流、ロングソード、長柄武器などを使った完全なもので、1410年に出版された。ドイツ、イタリアではその後ハンス・タルホファーやジャコモ・ディ・グラシなどが代表される。「戦いの花」は現存する現存する最も古いフェンシング指南書の1つ。

### 画像ギャラリー
- ルートヴィヒXV 13氏の高解像度画像 。GoogleArt Projectの厚意により掲載 。 2013年5月8日取得。
- ルートヴィヒ氏XV 13の高解像度画像は 、J。ポールゲッティ美術館の厚意により掲載されました 。 2013年5月8日取得。
- NovatiからのPisani Dossi Ms.のファクシミリ 、1902年（ PDFファイル、42 MB）。 2013年5月8日取得。
- Mssの高解像度画像。 ラテン11269 フランス国立図書館の厚意により掲載。 2013年5月8日取得。

### 転写と翻訳
- Ludwig XV 13氏とM.383氏の Matt EastonとEleonora Durbanによる部分翻訳 （転写付き）。 2013年5月8日取得。
- Mb。Ms.383、Ms。Ludwig XV 13、およびPisani Dossi Ms.の Rob LovettおよびMark Lancasterによる部分翻訳 （転写付き）。 2013年5月8日取得。
- エルメスミケリーニによるPisani Dossi Ms.の翻訳 。 2013年5月8日取得。
- チャーレリーベルトーによるラテン語11269氏の転写およびフランス語翻訳 。 2013年5月8日取得。